# Taye Diggs

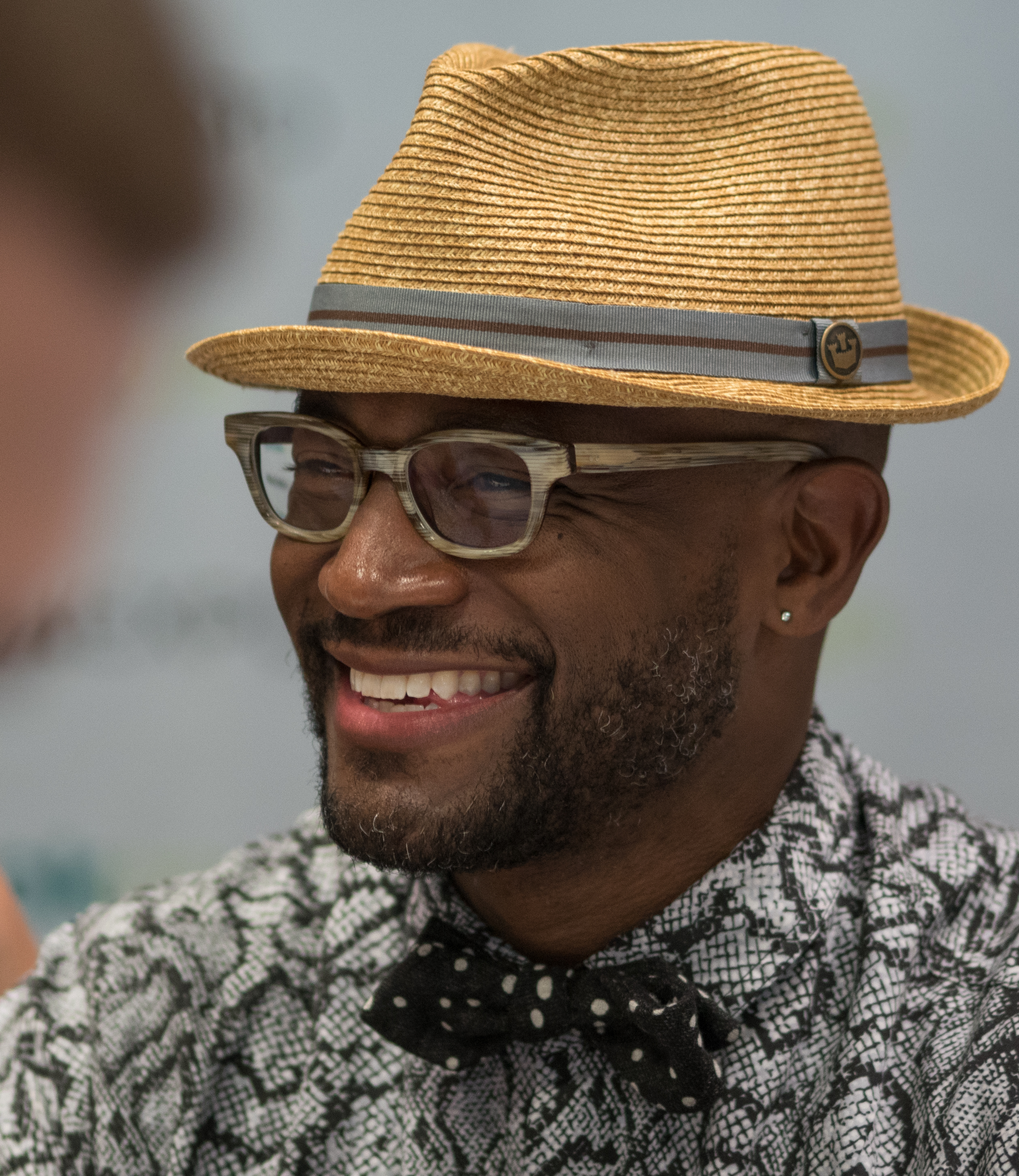
Taye Diggs (2018)

Taye Diggs (* 2. Januar 1971 in Rochester, New York als Scott Leo Berry) ist ein US-amerikanischer Musicaldarsteller und Filmschauspieler.

## Biografie
Diggs, Ältester von fünf Geschwistern, machte den Bachelor of Fine Arts an der Syracuse University, nachdem er die School of The Arts in Rochester besucht hatte. Sein Musicaldebüt gab er in Carousel. Im Jahr 1996 schaffte Diggs den Durchbruch am Broadway in Jonathan Larsons Musical Rent. Danach folgten Rollen in Chicago als Billy und in Wicked – Die Hexen von Oz, wo er zeitweise als Fiyero auf der Bühne stand.
Neben seiner Arbeit am Broadway ist Diggs auch als Film- und Fernsehschauspieler aktiv. Das erste Mal stand er 1998 in Stella’s Groove – Männer sind die halbe Miete vor der Kamera.
Von 2007 bis 2013 war er in der Rolle des Dr. Sam Bennett in der Fernsehserie Private Practice zu sehen.
2018 wurde er in die Academy of Motion Picture Arts and Sciences berufen, die jährlich die Oscars vergibt.
Vom 11. Januar 2003 bis 2013 war er mit der Musicaldarstellerin Idina Menzel verheiratet, welche er bei der Workshop-Produktion von Rent kennengelernt hatte. Das gemeinsame Kind des Paares kam am 2. September 2009 zur Welt.

## Filmografie (Auswahl)
- 1996: Law & Order (Fernsehserie, Folge 7x03 McCoy unter Druck)
- 1998: Stella’s Groove – Männer sind die halbe Miete (How Stella Got Her Groove Back)
- 1999: Go
- 1999: The Wood
- 1999: The Best Man – Hochzeit mit Hindernissen (The Best Man)
- 1999: Haunted Hill
- 2000: The Way of the Gun
- 2001: Ally McBeal (Fernsehserie, 10 Folgen)
- 2002: Brown Sugar
- 2002: Equilibrium
- 2002: New Best Friend
- 2002: Just a Kiss
- 2002: Chicago
- 2003: Basic – Hinter jeder Lüge eine Wahrheit (Basic)
- 2003: Malibu’s Most Wanted
- 2004–2005: Kevin Hill (Fernsehserie, 22 Folgen)
- 2004: Drum
- 2005: Wedding Bells (Cake)
- 2005: Rent
- 2005: Slow Burn – Verführerische Falle (Slow Burn)
- 2006: Will & Grace (Fernsehserie, 4 Folgen)
- 2006–2007: Day Break (Fernsehserie, 13 Folgen)
- 2007–2009: Grey’s Anatomy (Fernsehserie, 3 Folgen)
- 2007–2013: Private Practice (Fernsehserie, 111 Folgen)
- 2009: Better Off Ted – Die Chaos AG (Better Off Ted, Fernsehserie, Folge 2x01 Dichtung und Wahrheit)
- 2010: Dylan Dog (Dylan Dog: Dead of Night)
- 2012: Between Us
- 2013: Urlaub mit Hindernissen – The Best Man Holiday (The Best Man Holiday)
- 2013: Anklage: Mord – Im Namen der Wahrheit (The Trials of Cate McCall)
- 2014: Liebe im Gepäck (Baggage Claim)
- 2014–2016: Murder in the First (Fernsehserie, 32 Folgen)
- 2015: Rosewood
- 2016: Navy CIS (NCIS, Fernsehserie, Folge 13x17 Geduld und Beharrlichkeit)
- 2016–2018: Empire (Fernsehserie, 23 Folgen)
- 2017: My Little Pony – Der Film (My Little Pony: The Movie, Sprechrolle)
- 2018: Set It Up
- 2018–2024: All American (Fernsehserie)
- 2019: Selling Sunset (Fernsehserie, 1 Folge)
- 2020: Elena von Avalor (Elena of Avalor, Fernsehserie, Stimme, 1 Folge)
- 2020: Und jetzt: Die Muppets! (Muppets Now, Fernsehserie, 6 Folgen)
- 2023: S.W.A.T. (Fernsehserie, 1 Folge)